# Insision
Insision is een brutal deathmetal band uit Stockholm, Zweden. Ze hebben een platencontract bij Dental Records.

## Biografie
Insision is een Zweedse brutal deathmetal band met een zeer niet-Zweeds geluid. Geïnspireerd door Cryptopsy, Morbid Angel, Cannibal Corpse en Deicide, wordt de band meer geassocieerd met deathmetal uit Noord-Amerika.
Ze hebben op het moment van schrijven twee volledige CD's, "Beneath the Folds of Flesh" (2002) en "Revealed and Worshipped" (2004), uitgebracht. Daarnaast hebben ze nog twee demo-tapes ("Meant to Suffer" (1997), en "Promo 2000" (2000)), een mini-cd ("The Dead Live On" (1999)) en een split-cd met Inveracity ("Revelation of the SadoGod" (2002))
Nadat Insision werd geteisterd door een aantal line-up veranderingen (Toob Brynedahl en Thomas Daun verlieten beiden de band voor persoonlijke redenen, en Marcus Johannson is erbij gekomen als drummer), nam Insision hun derde album op in november 2006. De titel van dit album is "Ikon". Ze verlieten in april 2006 Earache Records, nadat die label in financiële problemen was gekomen.
De band heeft een aantal weken terug een bericht geplaatst op hun website waarin stond dat er nu audities waren voor een nieuwe (tweede) gitarist. Ze hebben inmiddels een platencontract bij Dental Records, en "Ikon" verschijnt in mei 2007. 

## Leden
- Carl Birath - zang
- Roger Tobias Johansson - gitaar
- Daniel Ekeroth - basgitaar
- Marcus Jonsson - drums

## Vorige leden
- Toob Brynedahl - gitaar (nog wel op Revealed and Worshipped)
- Joonas Ahonen - gitaar (1997-2000)
- Thomas Daun - drums (nog wel op Revealed and Worshipped)
- Janne Hyytia - basgitaar (alleen 1999)
- Johan Thornberg - zang (1997-1999)
- Chrille Svensson - live gitaar op Scandinavische tours (2005)

## Discografie
- Meant to Suffer (1998, Demo)
- The Dead Live On (1999, MCD)
- Promo 2000 (2000, Demo)
- Supreme Brutal Legions (2000, split met verscheidene artiesten)
- Insision / Inveracity (2001, Split met Inveracity. Het deel van Insision is hetzelfde als het apart-uitgebrachte "Revelation of the SadoGod.)
- Revelation of the Sadogod (2001, Demo)
- Beneath the Folds of Flesh (2002, Volledige CD)
- Revealed and Worshipped (2004, Volledige CD)
- Ikon (May 2007, Full-Length)